# Sabine Scholt

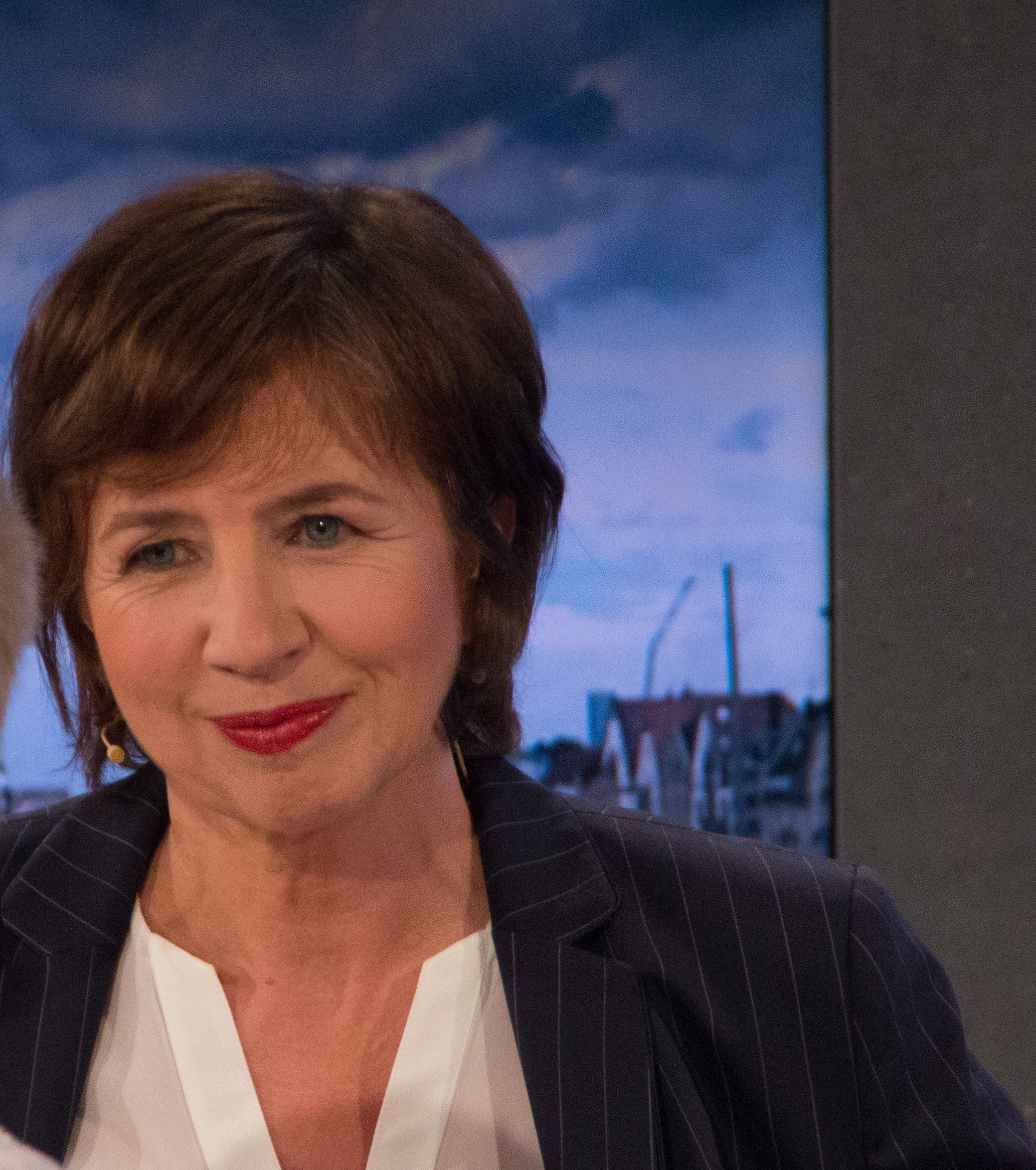
Sabine Scholt (2017)

Sabine Scholt (* 2. August 1962 in Dorsten) ist eine deutsche Journalistin. Bekannt wurde sie als langjährige Moderatorin der WDR-Sendung Westpol und Redaktionsleiterin für NRW-Landespolitik beim WDR Fernsehen. Seit März 2025 ist sie Korrespondentin und Büroleiterin des ARD-Hauptstadtstudios in Berlin.

## Leben
Scholt studierte Germanistik, Geschichte und Politikwissenschaft in Bochum, Münster und Köln.
Schon während ihres Studiums arbeitete sie als freie Mitarbeiterin bei der Westdeutschen Allgemeinen Zeitung. 1985 begann sie beim WDR als freie Mitarbeiterin der Aktuellen Stunde. Zwei Jahre später wechselte sie nach Frankfurt zum Hessischen Rundfunk. Von 1989 bis 1990 absolvierte sie ein Volontariat beim WDR und wurde anschließend Redakteurin der Aktuellen Stunde, die sie acht Jahre lang moderierte. Ab 1999 moderierte sie die WDR-Talkshow, bis 2000 zusammen mit Geert Müller-Gerbes, später allein. Von 2000 bis 2019 führte sie insgesamt über 19 Jahre als Moderatorin, zunächst im Wechsel mit Gabi Ludwig, zuletzt auch mit Henrik Hübschen, durch die landespolitische WDR-Sendung Westpol. Seit 2004 war sie zudem Leiterin der Redaktion Landespolitik Fernsehen des WDR und seit 2006 stellvertretende Chefredakteurin der WDR-Landesprogramme. Seit März 2019 ist Sabine Scholt Leiterin der Programmgruppe Zeitgeschehen, Europa und Ausland, zu der neben den WDR Auslandsstudios auch WDRforyou, der Weltspiegel vom WDR und der Presseclub gehören.
Im Juni 2020 moderierte Scholt erstmals die ARD-Sondersendung ARD Extra und im Juli 2020 die ARD-Talkshow Presseclub.
Scholt ist verheiratet und hat zwei Kinder.